# ミュージック・フロム・アナザー・ディメンション!
『ミュージック・フロム・アナザー・ディメンション!』（Music from Another Dimension!）は、アメリカのロックバンド、エアロスミスのスタジオ・アルバム。前作『ホンキン・オン・ボーボゥ』以来約8年、オリジナル・アルバムとしては『ジャスト・プッシュ・プレイ』以来約11年ぶりの作品である。

## 解説
エアロスミス史上最多となる15曲を収録。久々にスティーヴンとジョー以外のメンバー（ジョーイは『パーマネント・ヴァケーション』以来、トムとブラッドは『パンプ』以来）が作詞・作曲に関与している。
通常盤とデラックス・エディションの2種類が同時発売。通常盤にはDISC 1のみ収められており、デラックス・エディションにはDISC 1以外に、ボーナス・トラックとしてDISC 2、またDVDのDISC 3が収められた3枚組となっているほか、以前から親交のあるギタリスト、スラッシュが描いたポスターも収められている。また、日本盤のデラックス・エディションはDISC 1にボーナストラックとしてカバー曲を2曲収録し、販売している同作品の中では世界最多の収録曲数となった。
収録曲の「キャント・ストップ・ラヴィン・ユー」では、キャリー・アンダーウッドと共演し、エアロスミス初のデュエット曲となった。
メンバーのトム・ハミルトンは、「今回のアルバムは僕らの最後の作品になるかもしれないんだ。」と語っている。

## 収録曲

### DISC 1
1. ラヴ　ＸＸＸ - Luv XXX(Joe Perry / Steven Tyler)
2. オー・イェー - Oh Yeah(Joe Perry)
3. ビューティフル - Beautiful(Marti Frederiksen / Tom Hamilton / Joey Kramer / Steven Tyler / Brad Whitford)
4. テル・ミー - Tell Me(Tom Hamilton)
初めて、スティーヴンやジョー以外のバンドのメンバーが単独で制作した楽曲。
5. アウト・ゴー・ザ・ライツ - Out Go the Lights(Joe Perry / Steven Tyler)
6. レジェンダリー・チャイルド - Legendary Child(Joe Perry / Steven Tyler / Jim Vallance)
元々は、『パンプ』や『ゲット・ア・グリップ』のセッションの合間に制作されたが、諸般の事情でお蔵入りとなっていた曲である。
7. ワット・クッド・ハヴ・ビーン・ラヴ～愛と呼べたもの - What Could Have Been Love(Marti Frederiksen / Russ Irwin / Steven Tyler)
ライブツアーでサポートメンバーとして参加しているキーボーディスト、ラス・アーウィンが制作に関与している。
8. ストリート・ジーザス - Street Jesus(Joe Perry / Steven Tyler / Brad Whitford)
ギターリフは、いつもスタジオのジャムでブラッドが奏でていたメロディーが元になっている。
9. キャント・ストップ・ラヴィン・ユー - Can't Stop Lovin' You(Marti Frederiksen / Tom Hamilton / Joey Kramer / Steven Tyler / Brad Whitford)
キャリー・アンダーウッドとのデュエット曲。
10. ラヴァー・アロット - Lover Alot(Marti Frederiksen / Tom Hamilton / Jesse Kramer / Joey Kramer / Marco Moir / Joe Perry / Steven Tyler / Brad Whitford)
エアロスミスのメンバー全員の名前がクレジットに載っている。また、ジョーイの息子と、ブラッドのギターのテクニシャンが制作に関与している。
11. ウィー・オール・フォール・ダウン - We All Fall Down(Diane Warren)
12. フリーダム・ファイター - Freedom Fighter(Joe Perry)
13. クローサー - Closer(Marti Frederiksen / Joey Kramer / Steven Tyler)
14. サムシング - Something(Joe Perry)
15. アナザー・ラスト・グッドバイ - Another Last Goodbye(Desmond Child / Joe Perry / Steven Tyler)

日本盤ボーナス・トラック（日本盤のデラックス・エディションのみ収録）
1. シェイキー・グラウンド - Shakey Ground (Jeffrey Bowen / Al Boyd / Eddie Hazel)
テンプテーションズの楽曲のカバー。エアロスミスの元メンバーのリック・デュファイがギターとして参加。
2. アイム・ノット・トーキン - I'm Not Talkin' (Mose Allison)
モーズ・アリソン、ヤードバーズの楽曲のカバー。

### DISC 2
「デラックス・エディション」（3枚組）のみ収録
1. アップ・オン・ザ・マウンテン - Up On the Mountain(Tom Hamilton)
トム・ハミルトン初のソロ・ボーカル曲
2. オアシス・イン・ザ・ナイト - Oasis in the Night(Joe Perry)
3. サニー・サイド・オブ・ラヴ - Sunny Side of Love(Steven Tyler / Marti Frederiksen)

### DISC 3“VIDEOS FROM ANOTHER DIMENSION!”
「デラックス・エディション」（3枚組）のみ収録
1. エアロスミス離陸のテーマ - Same Old Song and Dance (live concert performance from Tacoma)
2. オー・イェー - Oh Yeah (live concert performance from Tacoma)
3. 地下室のドブネズミ - Rats in the Cellar (live concert performance from Tacoma)
4. トレイン・ケプト・ア・ローリン (ブギウギ列車夜行便) - Train Kept A-Rollin' (live concert performance from Hollywood with Johnny Depp)
5. "A Conversation with Steven Tyler and Joe Perry"
6. "Brad Whitford Interview"
7. "Joe Perry Interview"
8. "Joey Kramer Interview"
9. "Steven Tyler Interview"
10. "Tom Hamilton Interview"

## 参加ミュージシャン
- スティーヴン・タイラー - ボーカル、ギター、オルガン、ピアノ、ドラムス、マンドリン、ハーモニカ
- ジョー・ペリー - ギター、リード・ボーカル、バッキング・ボーカル、
- ブラッド・ウィットフォード - ギター
- トム・ハミルトン - ベース、リード・ボーカル、バッキング・ボーカル、ギター、シンセサイザー
- ジョーイ・クレイマー - ドラムス、パーカッション

ゲスト・ミュージシャン
| - ジュリアン・レノン - バッキング・ボーカル - メラニー・テイラー - バッキング・ボーカル - シャルロッテ・ギブソン - バッキング・ボーカル - Laura Jones - バッキング・ボーカル - トム・スコット - テナー・サックス - ジェシーJ (サックス・プレイヤー) - テナー・サックス - ジョン・ミッチェル (ミュージシャン) バリトン・サックス - ビル・ライヒェンバッハ - トロンボーン - Gary Grant - トランペット - Larry Hall - トランペット | - Mia Tyler - バッキング・ボーカル - ラス・アーウィン - ピアノ、バッキング・ボーカル - キャリー・アンダーウッド - ボーカル（『キャント・ストップ・ラヴィン・ユー』にてフィーチャリング。） - ジョニー・デップ - バッキング・ボーカル"Freedom Fighter" - Bruce Witkin - バッキング・ボーカル - Paul Santo - ハモンドオルガン、キーボード, メロトロン - Dr. Rudy Tanzi - ハモンドオルガン - ザ・セクション・カルテット：Daphne Chen - ヴァイオリン、 Eric Gorfain - ヴァイオリン、 Lauren Chipman - ヴィオラ、 Richard Dodd - チェロ | - Jesse Sky Kramer - ドラムス - Zac Rae - ピアノ、シンセサイザー - デズモンド・チャイルド - ピアノ - Jesse Kotansky - ヴァイオリン - Daniel J. Coe - シンセサイザー - リック・デュファイ - ギター（エアロスミスの元メンバー） |